# 巴勒斯坦解放組織
巴勒斯坦解放組織（阿拉伯语：منظمة التحرير الفلسطينية，羅馬化：Munaẓẓamat at-Taḥrīr al-Filasṭīniyyahⓘ）是巴勒斯坦阿拉伯人的一个政治軍事混合组织，由十支不同的世俗阿拉伯政党派系所構成，其中組織內部最大的成员为世俗主义左翼政黨——巴勒斯坦民族解放运动（通称“法塔赫”），組織的核心領導機構首長就由該黨的領導人長期兼任；就比如巴勒斯坦革命家亚西尔·阿拉法特在病逝前曾是该组织的领导人。目前該組織更倾向于與以色列通過谈判的手段建立一个完整独立的巴勒斯坦国，这使得它与主张用武力全面消灭以色列的哈马斯常有冲突。
截至2024年6月，193个联合国会员国中有145个承认巴勒斯坦解放组织是巴勒斯坦人民的合法代表。

## 歷史

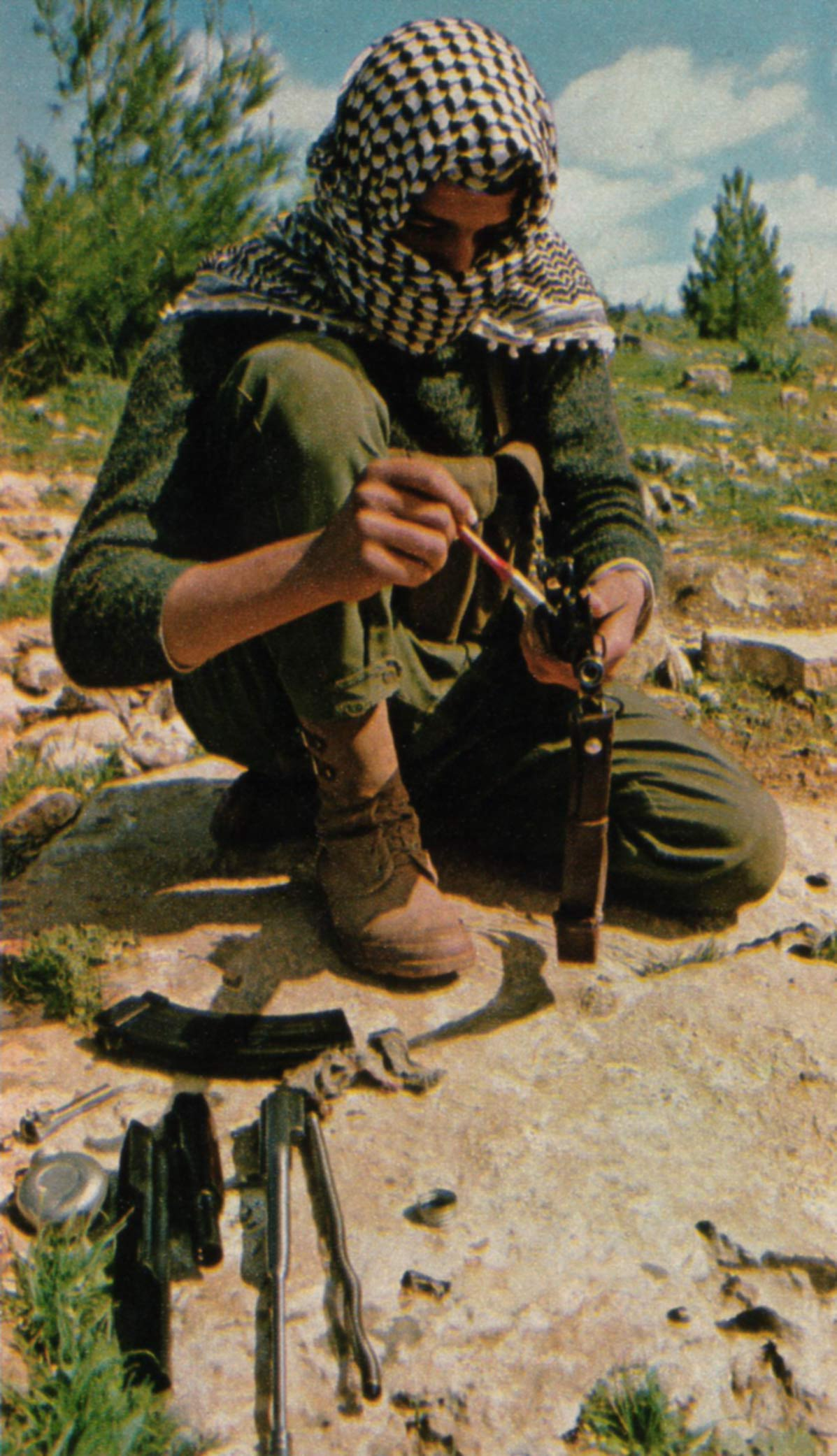
曾活跃于约旦境内的巴勒斯坦解放组织的游击队员

1964年1月，第一次阿拉伯国家联盟首脑会议在埃及开罗召开，会议决定组建巴勒斯坦解放组织。1964年5月28日，400多名巴勒斯坦和阿拉伯国家的代表在耶路撒冷举行巴勒斯坦人国民大会，宣布巴勒斯坦解放组织成立。该组织被阿拉伯国家联盟首脑会议承认为巴勒斯坦人的唯一合法對外代表。巴勒斯坦解放组织的首任主席為艾哈迈德·舒凯里。巴勒斯坦解放组织在成立初期受到了约旦国王侯赛因·本·塔拉勒保护。1967年巴勒斯坦解放组织企图刺杀约旦国王侯赛因·本·塔拉勒取得对约旦的统治权，但约旦国王被保镖用身体压住，幸免于难。之后，约旦军队出动坦克，飞机围剿只有轻武器的巴解组织，阿拉伯和阿拉伯国家之间第一次发生历史性的战争。巴勒斯坦解放组织力战不敌，一年后被迫撤出约旦，转战黎巴嫩。

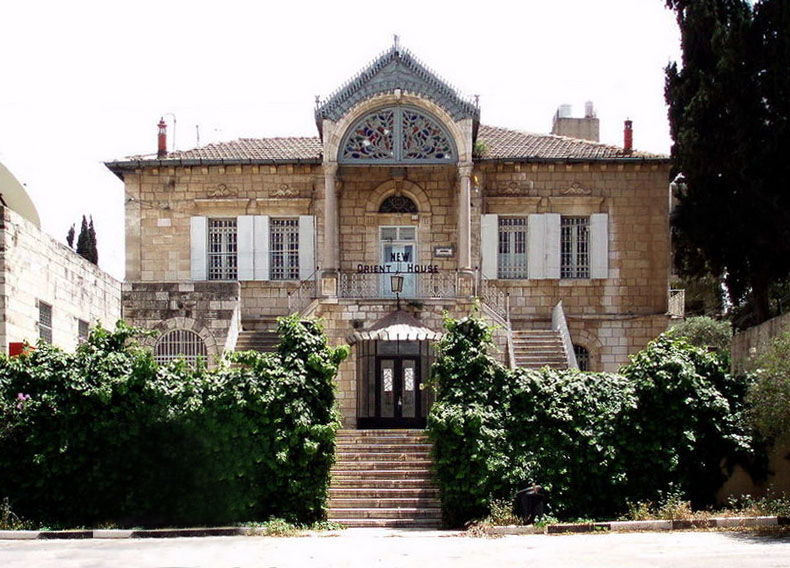
东方宫，位于东耶路撒冷，1993~2001年曾为巴解组织在耶路撒冷的办事处

1968年，巴勒斯坦解放组织与其他巴勒斯坦抵抗组织协商通过了《巴勒斯坦国民宪章》，该《宪章》规定巴勒斯坦解放组织是巴勒斯坦各种力量的代表，
1967年的试图刺杀约旦国王事件和1970年埃及总统纳赛尔去世使得泛阿拉伯主义情绪受到极大削弱，这使得阿拉伯国家对巴解组织支持大为减少。
1974年10月在拉巴特举行的第七次阿拉伯国家联盟首脑会议上，巴勒斯坦解放组织被确认为巴勒斯坦人民的唯一合法代表（相当于流亡政府）。1974年11月22日，联合国大会通过决议，邀请巴勒斯坦解放组织以常驻观察员身份参加联合国大会和联合国其他机构发起的所有国际会议。
巴解组织进入黎巴嫩后，受到黎巴嫩天主教马龙派势力的强烈排斥。1972年慕尼黑慘案爆发，以色列为了报复，入侵黎巴嫩，攻擊涉嫌的巴解组织领导人。黎巴嫩的巴解组织上街游行来抗议以色列的攻擊清除行动，导致黎巴嫩天主教势力的强烈不满。黎巴嫩内战随后爆发。黎巴嫩首都贝鲁特，这座有「东方小巴黎」之称的城市，瞬间变成火炮下的炼狱。得到以色列武器支援的天主教民兵和得到叙利亚武器支援的巴解组织，一直作战到1981年沙龙武装干涉黎巴嫩前，双方共有4万准军事人员战死，平民死伤则不计其数。黎巴嫩由昔日中东最富有的国家之一，一度变成1990年代满目疮痍的贫穷国家。
由于该组织内部各组织分别受不同阿拉伯国家的影响，加上其他因素，在解决巴勒斯坦问题上一直存在分歧。1982年第五次中东战争爆发后，以阿拉法特为首的多数派更加明确地主张在坚持武装斗争的同时应把重点放在政治和外交努力上。但是，反对派仍坚持要消灭以色列，主张在巴勒斯坦地区全境建立独立的巴勒斯坦国，认为武装斗争是解决巴勒斯坦问题的唯一正确途径，反对阿拉法特的政治和外交努力，拒绝“里根方案”、“非斯方案”等各种解决巴勒斯坦问题的方案。政治分歧导致组织上的分裂。
1983年5月，部分法塔赫军官脱离法塔赫，成立“巴勒斯坦革命运动”，形成法塔赫反对派。随后，法塔赫反对派和“人阵（总部）”、“闪电”、“人鬥阵”组成“民族联盟”，“人阵”、“民阵”、“解阵”和巴勒斯坦共产党组成“民主联盟”。1985年3月，“人阵”、“人阵（总部）”、“闪电”、“人鬥阵”、“巴解阵”和法塔赫中的反对派宣布成立“巴勒斯坦民族拯救阵线”。该阵线的纲领强调，它反对阿拉法特执行的路线，但并不是取代巴勒斯坦解放组织。
经过与以色列国政府的秘密谈判，1993年8月20日，巴勒斯坦解放组织主席阿拉法特和以色列总理拉宾在挪威奥斯陆经过会晤后达成了一些共识。9月13日，双方在美国白宫草坪签署了被称为“奥斯陆协议”的《临时自治安排原则宣言》。但2年后拉宾遇刺身亡以及巴勒斯坦极端分子对以色列国发动的恐怖袭击使得奥斯陆协议的执行被无限期推迟。1994年5月4日，巴勒斯坦解放组织和以色列在开罗签署了具有历史意义的《关于在加沙和杰里科实行有限自治的协议》，1994年5月12日，巴勒斯坦民族权力机构成立。1994年到1995年，以色列国防军撤出了69%的加沙地区和90%以上的约旦河西岸地区。2005年，以色列进一步从加沙地区撤军，但是依然控制加沙地区的海岸线以及加沙地区与埃及之间的一个狭长区域。
2004年11月11日，巴勒斯坦解放组织主席亚西尔·阿拉法特逝世，马赫姆得·阿巴斯接任巴勒斯坦解放组织主席。
2007年6月，巴勒斯坦解放组织在加沙之战中被哈马斯夺走了对加沙地区的控制权。

## 成员

### 现成员
- 巴勒斯坦民族解放運動（「法塔赫」）
- 解放巴勒斯坦人民陣線（「人陣」）
- 解放巴勒斯坦民主陣線（「民陣」）
- 巴勒斯坦人民黨
- 巴勒斯坦解放陣線（「巴解陣」）
- 阿拉伯解放阵线（“阿解阵”）
- 人民解放战争先锋队—闪电突击队（“闪电”）
- 巴勒斯坦民主联盟（“菲达”）
- 巴勒斯坦人民斗争阵线（「人鬥陣」）
- 巴勒斯坦阿拉伯阵线（「巴阿陣」）

### 前成员
- 巴勒斯坦解放阵线 (阿布·尼达尔·阿什卡尔翼)（英语：Palestinian Liberation Front (Abu Nidal Ashqar wing)）
- 解放巴勒斯坦人民阵线—总指挥部
- 革命巴勒斯坦共产党
- 法塔赫起义（英语：Fatah al-Intifada）
- 巴勒斯坦人民斗争阵线 (1991年)（英语：Palestinian Popular Struggle Front (1991)）

## 歷任巴勒斯坦解放組織執行委員會主席
- 艾哈迈德·舒凯里（1964年6月10日—1967年12月24日）
- 叶海亚·哈穆达（英语：Yahya Hammuda）（1967年12月24日—1969年2月2日）
- 亚西尔·阿拉法特（1969年2月2日—2004年11月11日）
- 马哈茂德·阿巴斯（2004年11月11日至今；2004年10月29日—11月11日代理）

## 设备

### 手枪
- 魯格手槍
- CZ 50

### 步枪
- AK-47突擊步槍
- Kbkg wz. 1960槍榴彈發射步槍
- MPi-KM
- StG44突击步枪
- AMD-65突擊步槍
- SKS卡賓槍
- 扎斯塔瓦M70突擊步槍

### 冲锋枪
- PM-63 Rak衝鋒槍
- Kucher Model K1

### 机枪
- DP輕機槍
- 67式通用机枪

## 外部連結
- 巴解談判事務部
- 巴勒斯坦駐聯合國觀察員 （页面存档备份，存于）